# Winnipeg Falcons

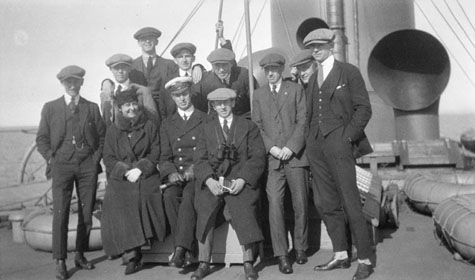
Mannschaftsfoto der Winnipeg Falcons vor der Abreise nach Antwerpen 1920 an Bord der Grampian.

Die Winnipeg Falcons waren eine kanadische Amateur-Eishockeymannschaft aus Winnipeg in der Provinz Manitoba.
Das Team wurde im Jahr 1911 von Spielern isländischer Herkunft, die aufgrund rassistischer Vorurteile nicht für andere Sportvereine in Winnipeg spielen konnten, gegründet. In ihrer ersten Saison belegten sie den letzten Platz ihrer Liga.
In der Saison 1919/20 gewannen die Falcons den Allan Cup sowie den Memorial Cup 1921 und galten somit als beste kanadische Amateurmannschaft. Daraufhin wurde das gesamte Team zu den Olympischen Sommerspielen nach Antwerpen geschickt, um dort als kanadische Nationalmannschaft am ersten olympischen Eishockeyturnier der Geschichte teilzunehmen. Dem Team gelang nach Siegen über die Tschechoslowakei (15:0) im Viertelfinale, die USA (2:0) im Halbfinale und Schweden (12:1) im Finale der Gewinn der Goldmedaille. Die Mitglieder der siegreichen Mannschaft waren Robert Benson, Walter Byron, Frank Fredrickson, Chris Fridfinnson, Magnus Goodman, Haldor Halderson, Konrad Johannesson und Allan Woodman. Als Trainer fungierte Gordon Sigurjonson.
Zu Ehren der ersten kanadischen Olympiasieger im Eishockey trug die Herrennationalmannschaft bei der Auftaktpartie des World Cup of Hockey 2004 und die U20-Junioren bei der Junioren-Weltmeisterschaft 2005 nachgestaltete Trikots der Falcons. Im Jahr 2006 wurden das gesamte Team in die Canadian Olympic Hall of Fame (dt. Kanadische Olympia-Ruhmeshalle) aufgenommen.
Die Winnipeg Falcons wurden am 26. Juni 2019 durch die kanadische Regierung zu einem „nationalen historischen Ereignis“ erklärt. Diese Würdigung erfolgte auf Vorschlag des Historic Sites and Monuments Board of Canada und dient dazu dem Gewinn der ersten olympischen Goldmedaille im Eishockey zu gedenken.